# Kværndrup
Kværndrup er en stationsby på det centrale Fyn med 1.680 indbyggere  (2025), beliggende i Kværndrup Sogn. Mens andet led af navnet er en afledning af torp, stammer det første led fra det olddanske kwærn og betyder "mølle". Byen ligger i Faaborg-Midtfyn Kommune og tilhører Region Syddanmark.
Ca. midt i byen på en høj banke ligger Kværndrup Kirke som er en romansk kirke med gotiske udbygninger i det 15. og 16. århundrede med korsbygning, tårn og våbenhus. Kirken var før i tiden slotskirke for godset Egeskov der ligger to kilometer vest for selve byen.
Netop slottet Egeskov er uden sammenligning Kværndrups største kultur- og turistattraktion. Det regnes for et af de bedst bevarede slotte fra renæssancen med såvel voldgrav som renæssance- og barokhave hvoraf dele af haven kan føres helt tilbage til 1600-tallet. Slottet stod efter 30 år færdigt i år 1554, opført af en rigsmarsk ved navn Frands Brockenhuus som lod det bygge på egepæle nedrammet i søen. Det gør Egeskov til en enestående vandborg i Danmark. I forbindelse med slottet finder man bindingsværksbygninger med veteranbilmuseum, motorcykelmuseum samt Falck Museet, ligesom der findes en legehave mellem havens gamle egetræer.
Fra Kværndrup er der 9 kilometer til Ringe, 15 til Svendborg, 23 til Faaborg og 25 til Nyborg. Fra Kværndrup Station kører der tog til Odense og Svendborg.

## Historie
Omkring 1870 omtales byen således: "Kverndrup ved den ovennævnte Korsvei [mellem hovedvejen Nyborg-Bøjden og Svendborg-Odense-vejen], med Kirke, Præstegaard, Skole, Kro, Veirmølle, Postexpedition og Telegraphstation".
Omkring 1900 omtales byen således: "Kværndrup.., ved Landevejenes Krydsning, med Kirke, Præstegd., Skole, Krags Hospital (opr. 1770 af Sophie Juel til Egeskov, Enke efter Niels Krag, med et Hus, istandsat 1868—69, til 8 fattige og en Kapital paa 8000 Kr.), Forsamlingshus (opf. 1892), Kro, Andelsmejeri, Mølle, flere handlende og Haandværkere, Jærnbane-, Telegraf- og Telefonstation, Postekspedition; Valgsted for Amtets 2. Folketingskr."

## Egeskov Marked
Lidt uden for Kværndrup på nogle marker finder Egeskov Marked fra 2018 sted hvert år i weekenden (fredag - søndag) før den tredje onsdag i september (før 2018 blev det holdt tredje onsdag i september). Man har kunnet datere dette kreatur- og hestemarked helt tilbage til år 1393, og siden er det gennem århundreder vokset støt, så det i moderne tid tæller 40 tdr. land med 500 kræmmere og ligeså mange frivillige hjælpere. Helt op til 90.000 besøgende har der været på en enkelt sæson. Foruden salgsboder, tivoli og gøgl er markedet også mødested for vagabonder, der på festlig vis kårer "Årets Stodderkonge". Egeskov Marked er en stor folkefest på denne del af Fyn.

## Ekstern henvisning
- Kværndrup Sogns lokalråds hjemmeside Arkiveret 26. oktober 2020 hos  Wayback Machine
- Kværndrup Bys lokale hjemmeside Arkiveret 8. april 2013 hos  Wayback Machine